# مقاطعة مونغومري (كانساس)
مقاطعة مونغومري (بالإنجليزية: Montgomery County)‏ هي إحدى المقاطعات في ولاية كانساس، الولايات المتحدة الأمريكية.